# Gombong (Ciawi)
Gombong is een bestuurslaag in het regentschap Tasikmalaya van de provincie West-Java, Indonesië. Gombong telt 4380 inwoners (volkstelling 2010).